# マイ・リトル・タウン (甲斐バンドのアルバム)
『マイ・リトル・タウン』は2010年にファンクラブ通販限定でリリースされた甲斐バンドの8作目のライブ・アルバム。2001年リリースの『THE BATTLE OF NHK HALL』以来、約9年ぶりのライヴ盤。

## 概要
2009年～2010年に開催されたツアーKAI 35th Anniversary KAI BAND NEVER END TOURから2月28日のツアーファイナル東京厚生年金会館の模様と、4月9日～11日の3DAYS・5公演の日程で福岡のライブ喫茶照和にて開催されたスペシャル・ギグ甲斐バンド Live at the 照和から4月9日のアコースティック・ライヴの模様を収録している。
3枚組・38曲収録。ボーナストラックとして、"NEVER END TOUR"から2月10日（渋谷C.C.Lemonホール）のゲスト押尾コータロー、2月27日（東京厚生年金会館）のゲスト甲斐名都との共演音源を3曲収録。
本作は、甲斐よしひろのファンクラブBEAT VISIONの会員限定通販での発売のみで一般発売はされていない。また、甲斐のコンサートツアーのグッズ売場でも販売された。
発売元・レーベルは、所属事務所『甲斐オフィス』内にあるファンクラブ『BEAT VISION』で、品番はKAIC-7～9。

## 収録曲

### Disc.1（KAIC-7）
KAI 35th Anniversary KAI BAND NEVER END TOUR　2010.2.28 東京厚生年金会館
1. ブライトン・ロック
2. マドモアゼル・ブルース
3. フェアリー（完全犯罪）
4. エメラルドの爪先
5. 朝まで待てない
6. BLUE LETTER
7. 嵐の明日
8. 昨日のように
9. 陽の訪れのように～メガロポリス・ノクターン
10. 安奈
11. ナイト・ウェイブ

### Disc.2（KAIC-8）
KAI 35th Anniversary KAI BAND NEVER END TOUR　2010.2.28 東京厚生年金会館
1. 目線を上げて
2. 氷のくちびる
3. ポップコーンをほおばって
4. 翼あるもの
5. 漂泊者（アウトロー）
6. この夜にさよなら
7. 風の中の火のように
8. 電光石火BABY
9. 破れたハートを売り物に
10. 冷血（コールド・ブラッド）
11. HERO（ヒーローになる時、それは今）
12. 熱狂（ステージ）

### Disc.3（KAIC-9）
2010.4.9 LIVE at the 照和　アコースティック・プレミアムナイト
1. 東京の一夜
2. 吟遊詩人の唄
3. 薔薇色の人生
4. 最後の夜汽車
5. 裏切りの街角
6. 漂泊者（アウトロー）
7. 三つ数えろ
8. 風の中の火のように
9. ポップコーンをほおばって
10. バス通り
11. 新宿
12. 破れたハートを売り物に

KAI 35th Anniversary KAI BAND NEVER END TOUR
1. LADY＜with 押尾コータロー＞2010.2.10 C.C Lemon Hall
2. 恋のバカンス＜with 甲斐名都＞2010.2.27 東京厚生年金会館
3. ラン・フリー＜with 甲斐名都＞2010.2.27 東京厚生年金会館